# Basurukaval, Kadur
Basurukaval là một làng thuộc tehsil Kadur, huyện Chikmagalur, bang Karnataka, Ấn Độ.